# مكبونة
المَكَبُونَة أو المكبونو أو الكُبيُور من مستنبت جوز الهند التي تحدث طبعيًا ولها تطور غير طبعي في سويداء البذرة . نتيجة هذا التطور غير الطبيعي لحمٌ ناعم شبه شفاف يشبه الهلام يملأ التجويف المركزي بالكامل تقريبًا لبذور جوز الهند مع القليل من ماء جوز الهند أو بدونه. إدوِين كُوبلَند أول من وصفها وصفًا علميًا من العينات البرية في عام 1931. زُرعَت زراعتها تجاريًا في الفلبين بعد تطوير تقنية زراعة الأنسجة النباتية "لإنقاذ الأجنة" في الستينيات بواسطة Emerita V. De Guzman. لقد أصبح محصولًا مهمًا في البلدان المنتجة لجوز الهند ويستخدم الآن استخدامًا واسعًا في مطابخ جنوب شرق آسيا وجزر المحيط الهادئ.

تباع محفوظات المكبونة في الولايات المتحدة

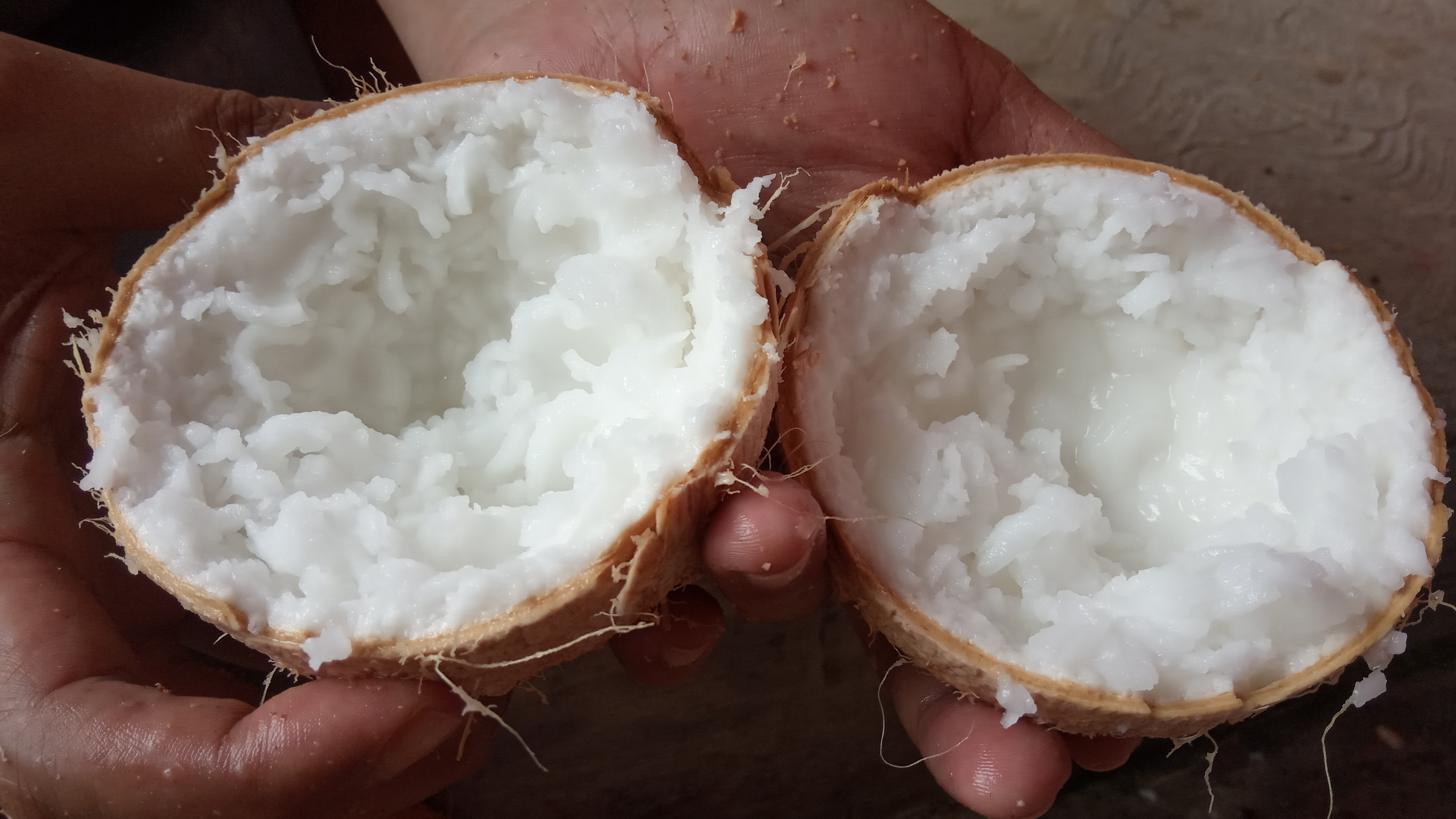
بذرة مكبونة مفتوحة من إندونِيسية

## الصور

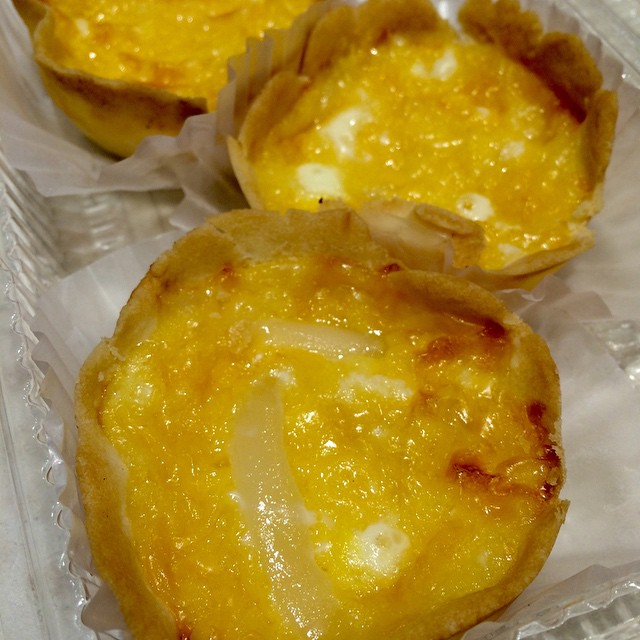
فطائر مكبونة من الفلبين
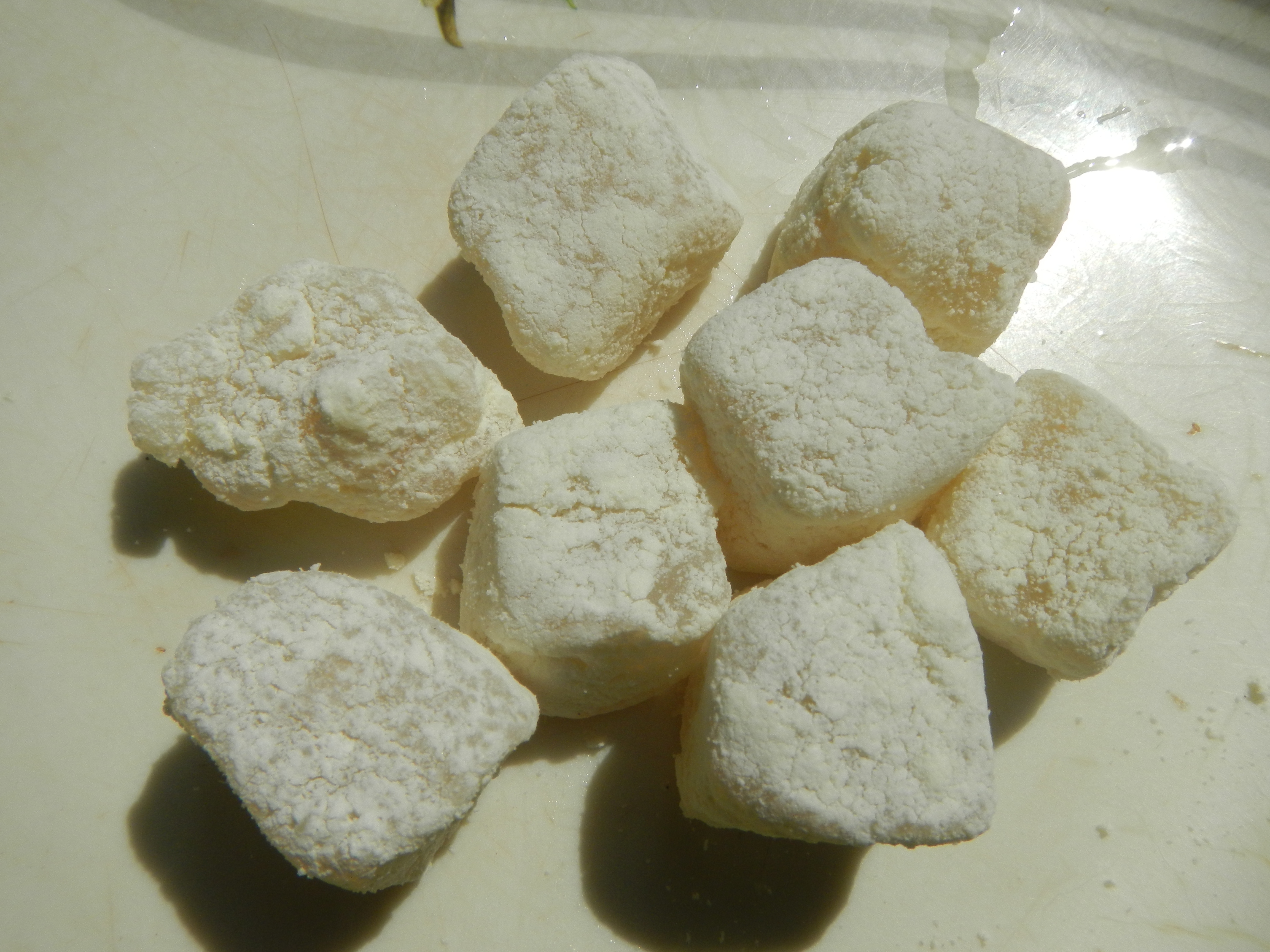
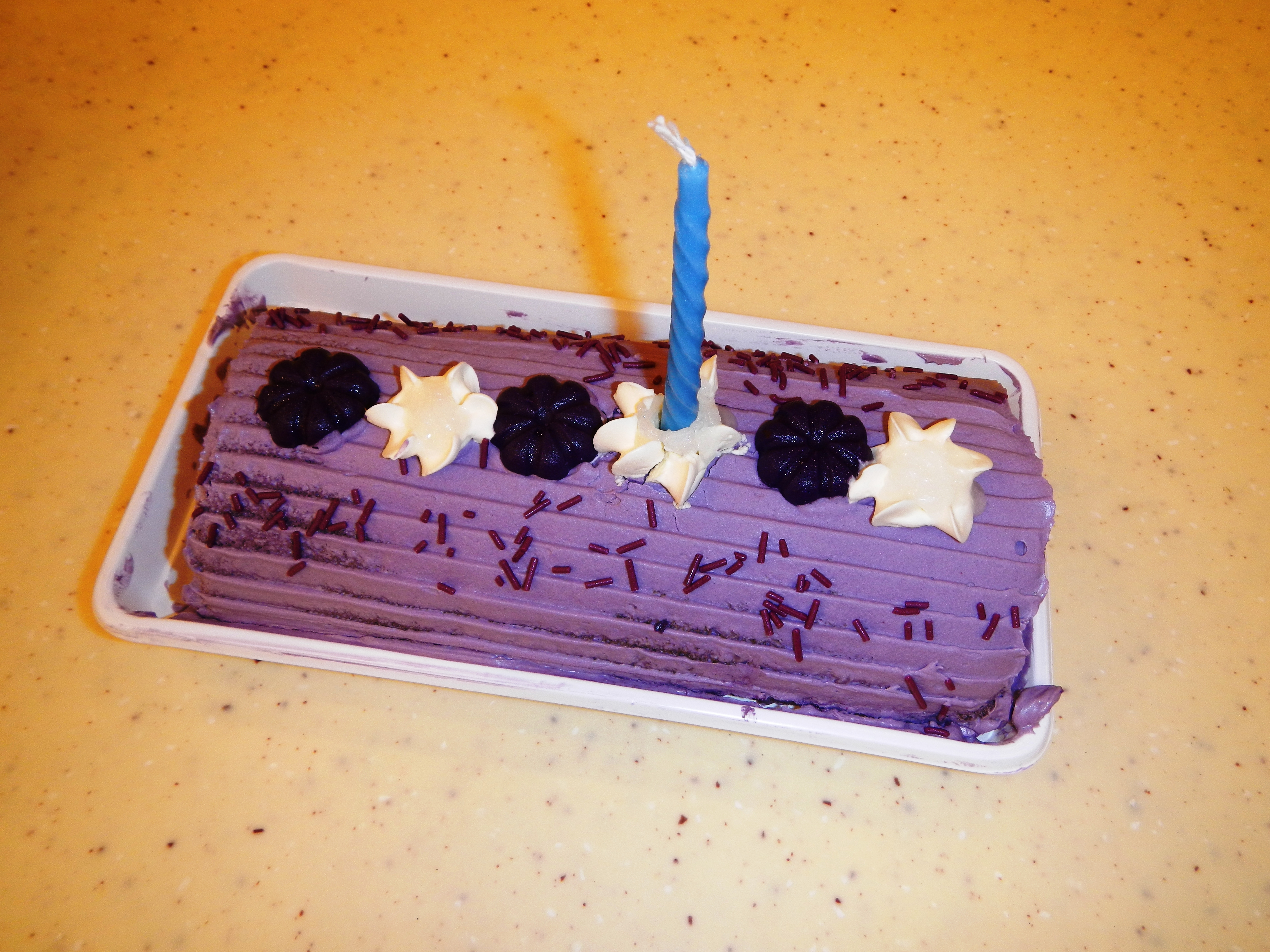
بينونو بالأوبة من الفلبين
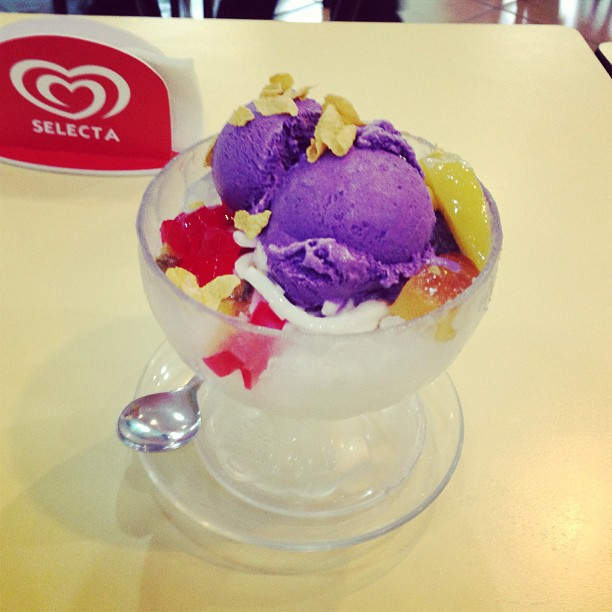
هالو هالو مع شرائح المكبونة من الفلبين
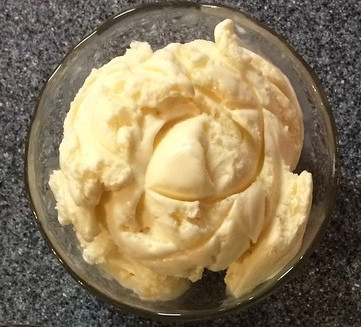
مثلجات مكبونة في كلفرنية
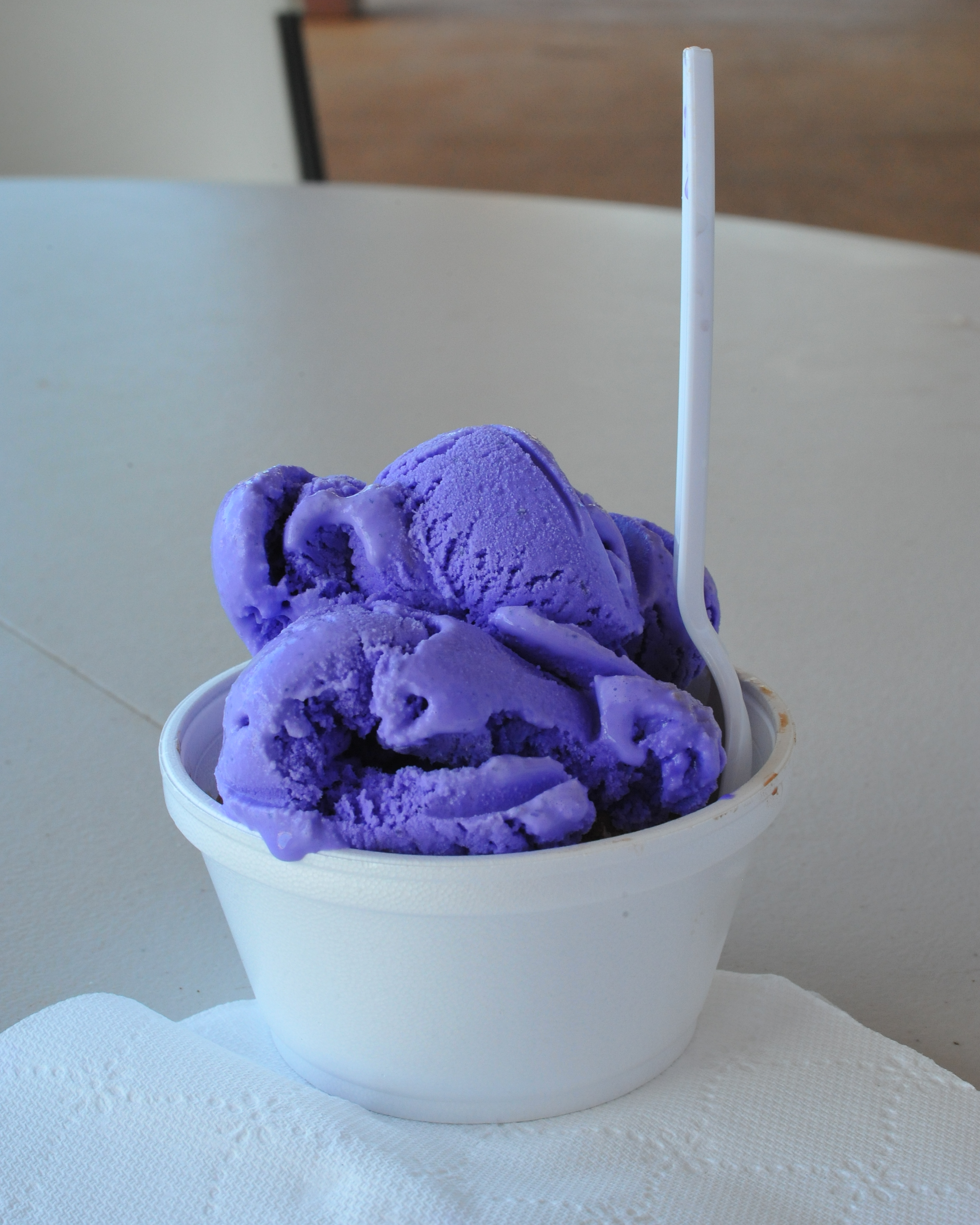
بوظة حلاوة أوبة بالمكبونة في هاواي
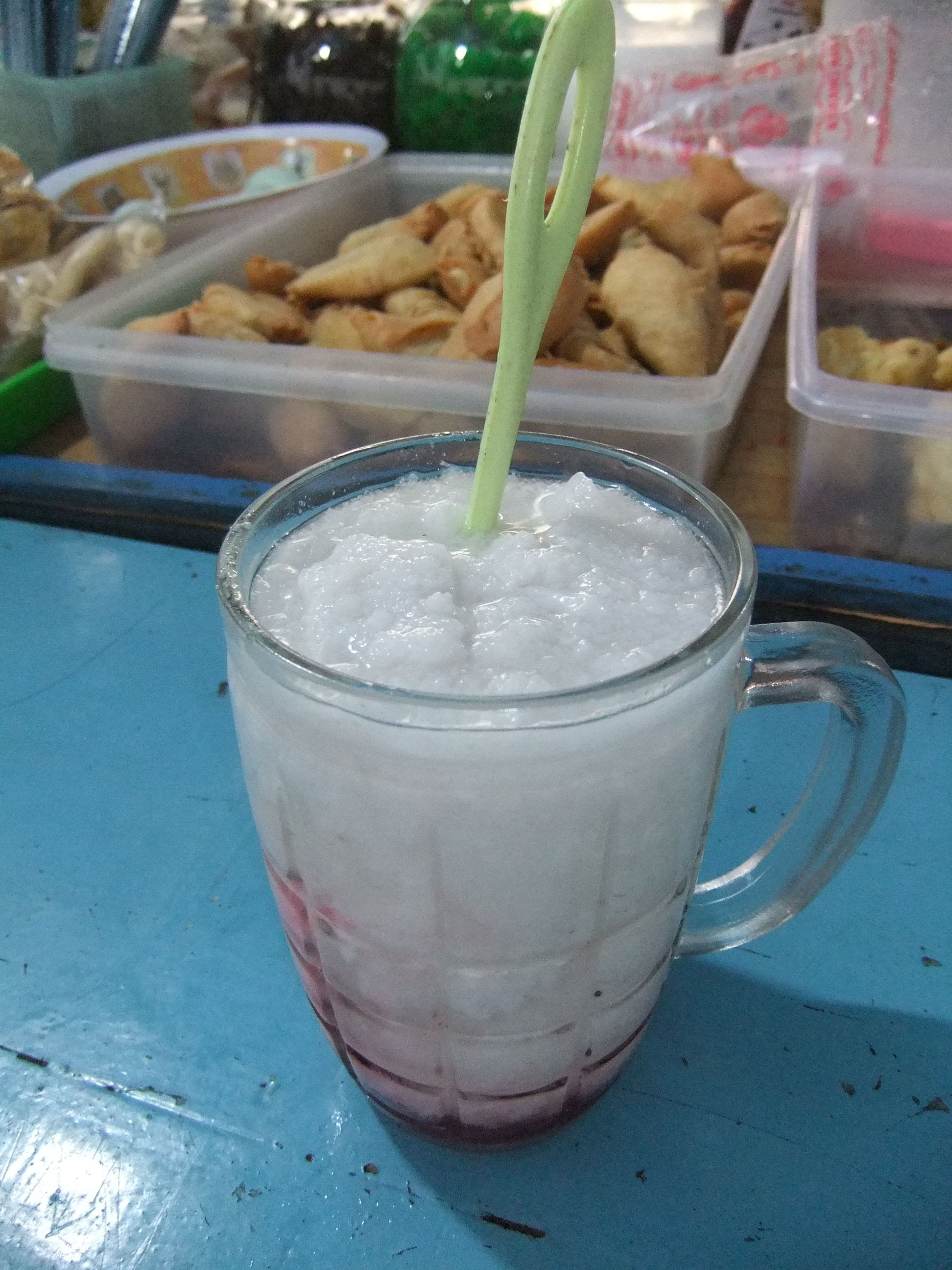